# La Lionne et l'Ourse
La Lionne et l'Ourse est la douzième fable du livre X de Jean de La Fontaine situé dans le second recueil des Fables de La Fontaine, édité pour la première fois en 1678.
Cette fable est écrite en alexandrins, décasyllabe et octosyllabes.

## Texte de la fable
Mère Lionne avait perdu son fan.

Un Chasseur l’avait pris. La pauvre infortunée

Poussait un tel rugissement

Que toute la Forêt était importunée.

La nuit ni son obscurité,

Son silence et ses autres charmes,

De la Reine des bois n’arrêtait les vacarmes

Nul animal n’était du sommeil visité.

L’Ourse enfin lui dit : Ma commère,

Un mot sans plus ; tous les enfants

Qui sont passés entre vos dents,

N’avaient-ils ni père ni mère ?

Ils en avaient. S’il est ainsi,

Et qu’aucun de leur mort n’ait nos têtes rompues,

Si tant de mères se sont tues,

Que ne vous taisez-vous aussi ?

Moi me taire ? moi malheureuse !

Ah j’ai perdu mon fils ! Il me faudra traîner

Une vieillesse douloureuse.

Dites-moi, qui vous force à vous y condamner ?

Hélas ! c’est le destin qui me hait. Ces paroles

Ont été de tout temps en la bouche de tous.

Misérables humains, ceci s’adresse à vous :

Je n’entends résonner que des plaintes frivoles.

Quiconque en pareil cas se croit haï des Cieux,

Qu’il considère Hécube, il rendra grâce aux Dieux.
— Jean de La Fontaine, Fables de La Fontaine, La Lionne et l'Ourse, texte établi par Jean-Pierre Collinet, Fables, contes et nouvelles, Gallimard, « Bibliothèque de la Pléiade », 1991, p. 415

## Illustrations

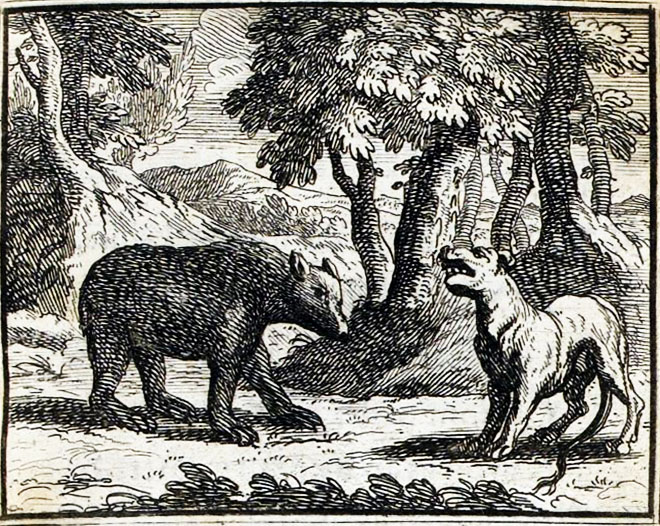
Gravure de François Chauveau (1679)
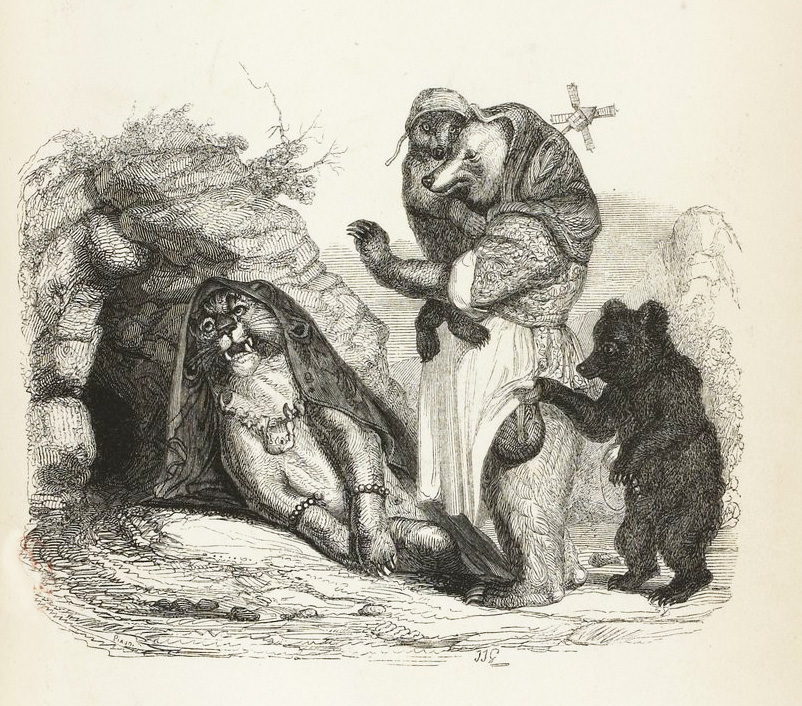
Dessin de Grandville (1838-1840)
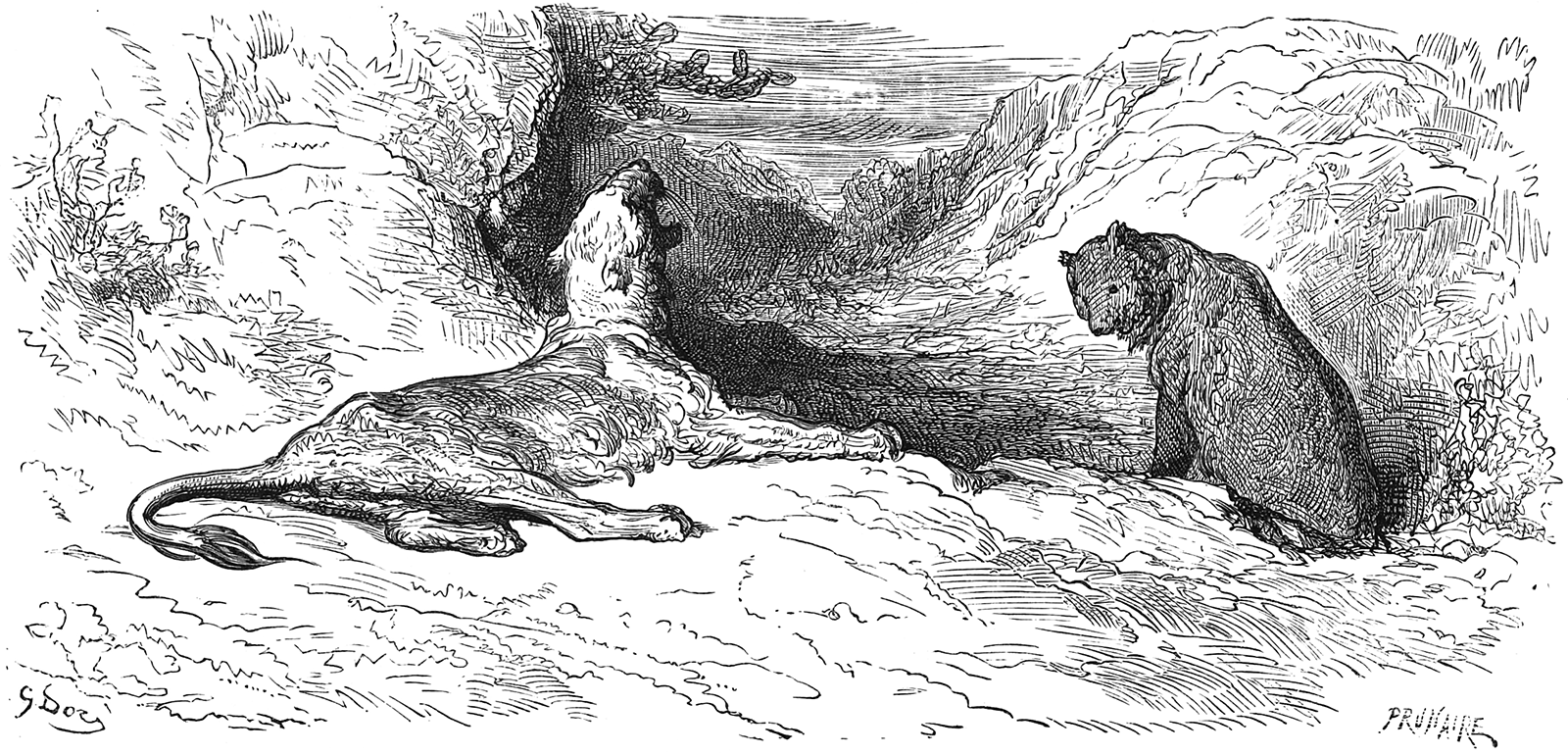
Dessin de Gustave Doré (1876)
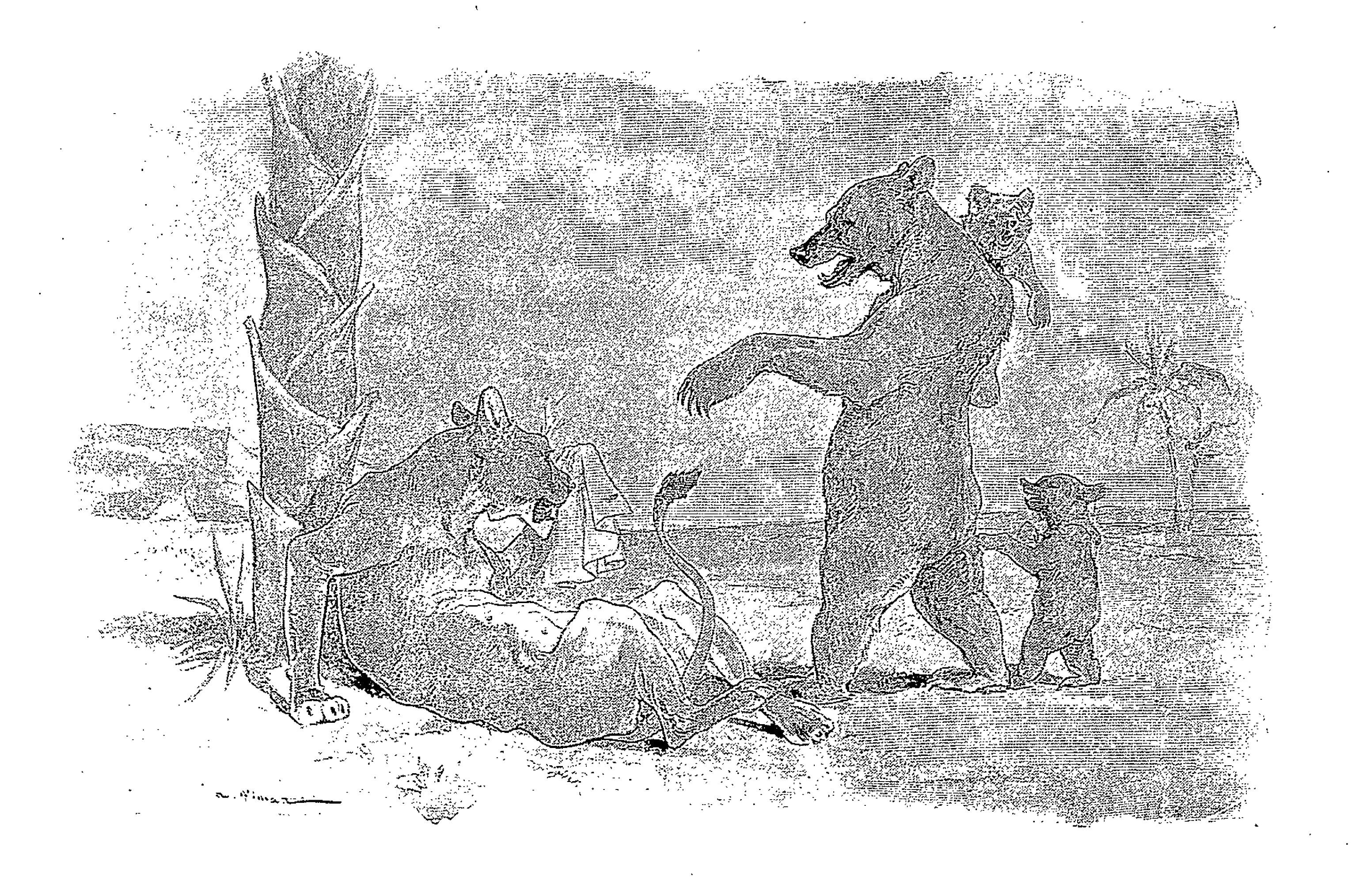
Illustration d'Auguste Vimar (1897)
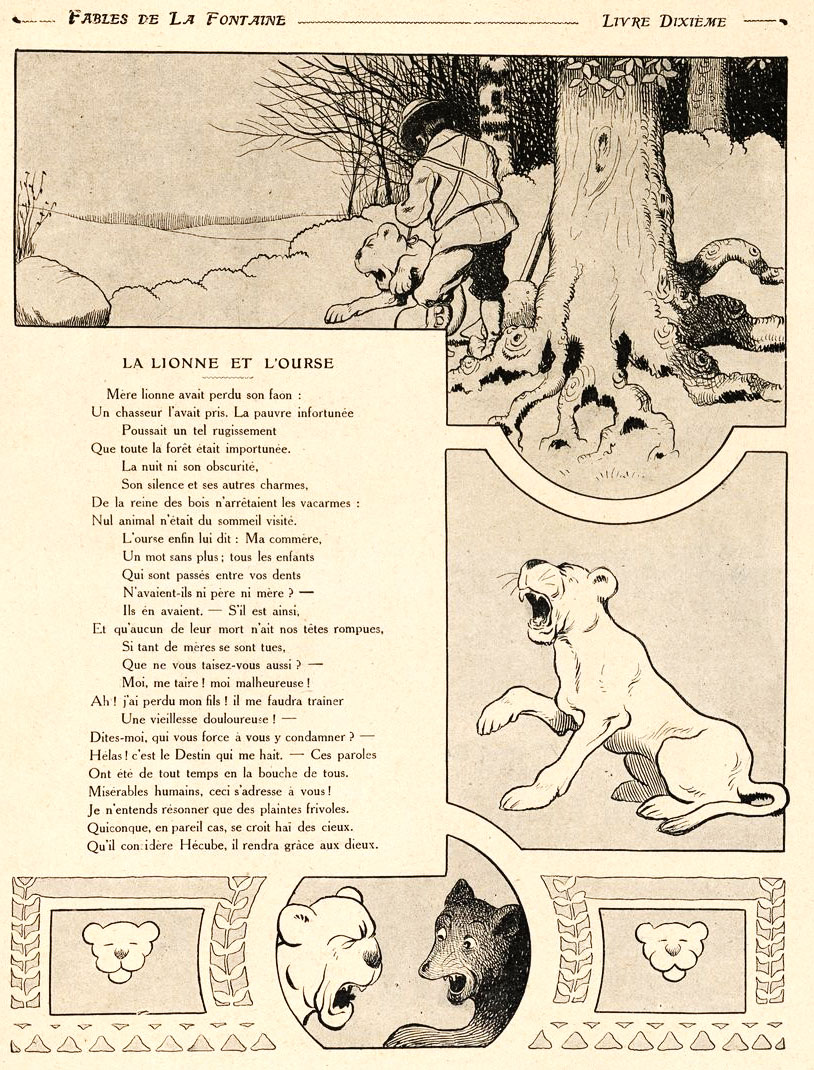
Illustration de Benjamin Rabier (1906)